# Theli
Theli es el quinto álbum de la banda sueca de metal sinfónico Therion, considerado como el disco donde a base de la continua evolución musical de Therion llegaron finalmente hasta crear y desarrollar posteriormente el género "Metal sinfónico", siendo Theli un disco referencia para las bandas de symphonic metal posteriores. Theli también incluye una balada, "The Siren of the Woods", escrita en la antigua lengua acadia. En la portada del disco aparece Seth una deidad egipcia.

## Lista de canciones
1. Preludium – 1:43
2. To Mega Therion – 6:34
3. Cults of the Shadow – 5:14
4. In the Desert of Set – 5:29
5. Interludium – 1:47
6. Nightside of Eden – 7:31
7. Opus Eclipse – 3:41
8. Invocation of Naamah – 5:31
9. The Siren of the Woods – 9:55
10. Grand Finale / Postludium – 4:04

### Alineación
- Christofer Johnsson - guitarra, vocales, teclados.
- Piotr Wawrzeniuk - batería, vocales.
- Lars Rosenberg - bajo.
- Jonas Mellberg - guitarra, guitarra acústica, teclados.

### Colaboraciones Especiales
- Dan Swanö - vocales.
- Jan Peter Genkel - teclados
- Gottfried Koch - teclados.
- Orquestación hecha por la Barmbek Symphony Orchestra.
- Coro de Praga (siruis B/Lemuria)

### Coro North German Radio
- Raphaela Mayhaus - soprano
- Bettina Stumm - soprano
- Ursula Ritters - alto
- Ergin Onat - tenor
- Joachim Gebhardt - bajo
- Klaus Bulow - bajo

### Coro Siren
- Anja Krenz - solo soprano
- Constanze Arens - soprano
- Riekje Weber - alto
- Stephan Gade - tenor
- Axel Patz - solo bajo - Barítono